# Tannersand und Gierenberg
Der Tannersand und Gierenberg ist ein Naturschutzgebiet in der niedersächsischen Gemeinde Hatten im Landkreis Oldenburg.
Das Naturschutzgebiet mit dem Kennzeichen NSG WE 066 ist circa 35 Hektar groß und zu einem großen Teil deckungsgleich mit dem gleichnamigen FFH-Gebiet. Es ist vollständig vom Landschaftsschutzgebiet „Staatsforst Alt-Osenberge, Wunderhorn, Oldenburger Sand, Tannersand mit Randgebieten“ umgeben. Das Gebiet steht seit dem 27. Dezember 1938 unter Naturschutz. Zum 22. Dezember 2018 wurde das bis dahin 29,6 Hektar große Naturschutzgebiet im Bereich des Gierenbergs auf seine heutige Größe erweitert. Zuständige untere Naturschutzbehörde ist der Landkreis Oldenburg.
Das Naturschutzgebiet liegt südlich von Oldenburg in dem zwischen Sandkrug und Sandhatten liegenden Teil der Osenberge im Naturpark Wildeshauser Geest. Es stellt ein überwiegend mit Nadelbäumen bestandenes Binnendünengebiet unter Schutz, in das mehrere Slatts mit Wollgras-Torfmoos-Schwingrasen und torfmoosreichen Sümpfen sowie Weiher mit Strandlings- und Zwergbinsenvegetation eingebettet sind. Die Gewässer sind oft von ausgeprägten Verlandungszonen umgeben. Die Moorstandorte beherbergen verschiedene Torfmoose wie Mittleres Torfmoos, Glockenheide, Weißes Schnabelried, Schmalblättriges und Scheidiges Wollgras, Rundblättrigen Sonnentau sowie Gewöhnliche Moosbeere, außerdem Graue Segge und Schnabelsegge. Sie sind Lebensraum von Hochmoorperlmutterfalter, Hochmoorbläuling und Torfmooreule. Randlich sind Sandheiden mit Besenheide und Krähenbeere sowie Heidelbeere und verschiedene Moose zu finden. Hier ist z. B. die Schlingnatter heimisch.